# Nikolaj Vassilijevitj Uljanov
Nikolaj Vassilijevitj Uljanov (1770-1838) var far till Ilja Nikolaevitj Uljanov och farfar till Vladimir Lenin. Uljanov var gift med Anna Smirnov och de hade fyra barn varav Ilja var den yngsta. Det spekuleras om släkten kan ha varit av kalmuckisk härkomst, vilket skulle förklara de mongoliska dragen.
Nikolaj blev 1835 i samband med folkräkningen av myndigheterna titulerad som stadsborgare (mestjanin) eftersom han ägde ett hus i ett av Astrachans fattigare kvarter. Mestjanin var en titel som användes för människor ur den lägre medelklassen till exempel ägare av en mindre fastighet. Till yrket var Nikolaj skräddare och hela livet en fattig man.